# پاتریچا پوسرسکا
پاتریچا پوسرسکا (انگلیسی: Patrycja Pożerska؛ زادهٔ ۲۸ ژوئیهٔ ۱۹۸۴) بازیکن فوتبال اهل لهستان است.
از باشگاه‌هایی که در آن بازی کرده‌است می‌توان به باشگاه فوتبال دویسبورگ اشاره کرد.
وی همچنین در تیم‌های ملی فوتبال زنان لهستان بازی کرده‌است.